# Reynard 89D
Reynard 89D – samochód Formuły 3000, zaprojektowany przez Malcolma Oastlera i skonstruowany przez Reynarda. Uczestniczył w sezonie 1989.

## Historia
Pojazd był wyposażony w jeden z trzech silników 3,0 V8: Ford, Judd bądź Mugen, sprzężonych z pięciobiegową przekładnią. Stosowano opony Avon.
Model uczestniczył w sezonie 1989. Thomas Danielsson wygrał debiutancki wyścig modelu na Silverstone, zaś mistrzem serii został Jean Alesi, również korzystający z 89D.
Skonstruowano również zmodyfikowany model 89D pod nazwą 89M. Samochód ten był wyposażony w silnik Mugen 3,5 litra V8 oraz koła z Formuły 1 i służył jako platforma testowa dla Bridgestone.